# Дон (журнал)
Дон — российский литературный журнал, издаваемый в Ростове-на-Дону.

## История
Издаётся в Ростове-на-Дону с 1925 года. До 1991 года был одним из печатных органов Союза писателей РСФСР.
С журналом «Дон» сотрудничали Виталий Закруткин, Анатолий Калинин, Владимир Фоменко, Виталий Сёмин, Анатолий Софронов, Борис Куликов, Николай Доризо.
Художественным редактором журнала работал Анатолий Мосин.
Максимальный тираж «Дона» был в 1988 году — 107 тыс. экз.

## Главные редакторы
- с 1957 по 1975 — М. Д. Соколов
- с 1975 по 1986 — А. М. Суичмезов
- с 1986 по 1992 — В. А. Воронов
- с 1992 по настоящее время — В. С. Петров[4]

## Адрес редакции
- Ростов-на-Дону, улица Красноармейская, д. 23.[1]